# DJ Adolf
DJ Adolf är en artist som producerar elektronisk musik, beskriven som nazitrance. Musiken har även hittats utanför högerextrema miljöer. Eftersom mycket lite är känt om upphovsmannen så är namnet DJ Adolf även en pseudonym. DJ Adolfs musik karakteriseras av elektronisk musik blandad med samplingar av Adolf Hitlers tal. Ofta har musikprogram som Dance eJay använts vid skapandet, och även melodier från Ann Lees låt "2 Times" ingår i en av låtarna.
Runt år 2000 gjordes DJ Adolfs musik tillgänglig via fildelningsprogrammet Napster. Senare spreds musiken via Youtube. Videoklippen sprids även på utpräglade vit makt-forum och bildsätts ofta med arkivbilder. Namnet DJ Adolf har eventuellt används av flera olika personer.
I mars 2006 rapporterade flera norska medier om en norsk nazitrancetrend bland tonåringar där "låtar som "Sieg heil", "Swastica remix" och "Juden beseitigen" (vilket betyder "likvidera judarna") har blivit riktiga hittar". Historikern Odd-Bjørn Fure(no) som då ledde Holocaustsenteret kommenterade att fenomenet var uttryck för "djup historielöshet och tanklöshet" och även ledaren för Stiftelsen Arkivet Aslak Brekke ville varna för fenomenet. Musikprofessor Even Ruud menade att den "suggererande musiken" kunde göra ungdomar särskilt utsatta för innehållet i talen. Nyheten plockades även upp i Sverige av Tidningarnas Telegrambyrå, Expressen och flera lokaltidningar som Helsingborgs Dagblad och Norrbottens-Kuriren, samt även av danska medier. I Expressen skrevs utifrån en intervju att när "Sieg heil" och "Swastica remix" började spela gick flera upp och dansade med tillhörande nazisthälsningar.
År 2017 uppmärksammades det att youtubaren Pewdiepie hade publicerat ett antal antisemitiska skämt och utmaningar. Bland annat hade han betalat en person för att denne skulle dansa till DJ Adolf-musik.